# Chronos I
Chronos I (talvolta chiamato semplicemente Chronos) è una raccolta di materiale inedito del gruppo progressive statunitense Starcastle, pubblicata nel 2001.

## Il disco
Chronos I è una raccolta di materiale inedito degli Starcastle, pubblicata diversi anni dopo il loro scioglimento (avvenuto alla fine degli anni settanta). Il materiale venne raccolto da Gary Strater, ex bassista del gruppo, e l'album uscì per l'etichetta di Strater, la Sunsinger Records. La maggior parte dei brani sono versioni inedite di pezzi appartenenti ai primi due album del gruppo, Starcastle e Fountains of Light.
Come le precedenti copertine degli Starcastle, anche quella di Chronos mostra un grande edificio su uno sfondo fantascientifico; in questo caso, l'edificio è la Moschea Blu di Istanbul.

## Formazione
- Terry Luttrell - voce
- Herbert Schildt - tastiere
- Gary Strater - basso, sintetizzatore, seconde voci
- Steve Hagler - chitarre, seconde voci
- Steve Tassler - percussioni, batteria, seconde voci
- Matt Stewart - chitarre, seconde voci

## Lista dei brani
1. Lady of the Lake (9:55)
2. Forces (5:21)
3. To the Fire Wind (7:10)
4. Fountains (10:18)
5. True to the Light (6:29)
6. Morning Fall (5:02)
7. A Fall of Diamonds (5:38)
8. Where Caverns Wind (3:09)
9. Portraits (5:09)
10. Dance of the Physotrons (5:08)
11. Breath and Thunder (3:51)